# Marand
Marand (Farsi:تربت حيدريه) is de hoofdstad van het district Marand in de provincie Oost-Azerbeidzjan, gelegen in het noordwesten van het land. In 2016 had de stad ongeveer 131.000 inwoners. Moritz von Kotzebue en August von Haxthausen beschreven  lokale legenden, die het graf van Noach's vrouw in Marand plaatsten. Beide auteurs namen aan dat de naam van de stad „moeder ligt hier“ zou betekenen en op de vrouw van Noach betrekking heeft.

## Klimaat
De stad en omgeving hebben een semi-aride klimaat, code BSk volgens de klimaatklassificatie van Köppen. De gemiddelde jaarlijkse neerslag bedraagt 315 mm. De natste maanden zijn april en mei met elk rond de 55 mm, juli en augustus zijn het droogst met 7 à 8 mm per maand. De ligging op 1300 meter boven zeeniveau tempert de warmte. In de warmste maanden juli en augustus bereikt de gemiddelde maximumtemperatuur overdag de 31°C. In de winter liggen de minumumtemperaturen in de nacht rond de -5°C en is het overdag enkele graden boven nul.

## Geschiedenis
De geschiedenis van de stad gaat terug tot op de voor-islamitische tijd. In het tijdperk van het Koninkrijk Armenië werd Marand Bakurakert genoemd. Tussen 815 en 850 werd Marand door Mohammad ibn Ba'ith gecontroleerd. Deze Arabische gouverneur kwam daarbij onder invloed van de Perzische cultuur en schreef ook Perzischtalige gedichten.

## Economie
De bevolking is werkzaam in de industrie en handel. De stad beschikt over kleinschalige levensmiddelenindustrie. De stad ligt ongeveer 75 km ten noordwesten van Tabriz, waarmee het via de A-32 en de A-14 is verbonden. Ook is er een spoorverbinding met Tabriz, en naar het noorden met Armenië.